# EuroLeague/Namen und Zahlen
Wichtige Namen und Zahlen, die die EuroLeague betreffen und die nur in Listenform dargestellt werden können, können neben dem Text mit der momentanen Software in der Wikipedia nur unzureichend dargestellt werden. Daher wird diese Seite genutzt, um im Hauptartikel auf diese Daten hinführen zu können, ohne dass der Artikel selbst dadurch überladen und eine anschauliche Formatierung unmöglich wird.
Den folgenden Angaben und Statistiken liegen lediglich die Spieler der EuroLeague ab der Saison 2000/01 zugrunde. Nicht berücksichtigt wurden Titelgewinne und Einsätze aus den Wettbewerben des Europapokals der Landesmeister bzw. der Suproleague die bis 2001 unter der Schirmherrschaft der FIBA Europa ausgetragen wurden.

## Rekorde und Bestmarken

### Mannschaften
| Platz | Verein              | Titel |
| ----- | ------------------- | ----- |
| 1     | Panathinaikos Athen | 5     |
| 2     | ZSKA Moskau         | 4     |
| 3     | Maccabi Tel Aviv    | 3     |
| –     | Real Madrid         | 3     |
| 5     | FC Barcelona        | 2     |
| –     | Anadolu Efes        | 2     |
| –     | Olympiakos Piräus   | 2     |
| –     | Fenerbahçe Ülker    | 2     |
| –     | Kinder Bologna      | 1     |
| Platz | Verein                     | Final Four Teilnahmen |
| ----- | -------------------------- | --------------------- |
| 1     | ZSKA Moskau                | 17                    |
| 2     | FC Barcelona               | 10                    |
| 3     | Real Madrid                | 9                     |
| -     | Olympiakos Piräus          | 9                     |
| 5     | Panathinaikos Athen        | 8                     |
| 6     | Maccabi Tel Aviv           | 7                     |
| 7     | Fenerbahçe Ülker           | 6                     |
| 8     | TAU Cerámica               | 5                     |
| 9     | Montepaschi Siena          | 4                     |
| 10    | Anadolu Efes SK            | 3                     |
| 11    | Benetton Treviso           | 2                     |
| 12    | Kinder Bologna             | 1                     |
| –     | Skipper Bologna            | 1                     |
| –     | Unicaja Málaga             | 1                     |
| –     | Partizan Belgrad           | 1                     |
| –     | Lokomotive Kuban Krasnodar | 1                     |
| –     | Žalgiris Kaunas            | 1                     |
| –     | Olimpia Milano             | 1                     |
| –     | AS Monaco                  | 1                     |
| Platz | Nation       | Titel |
| ----- | ------------ | ----- |
| 1     | Griechenland | 7     |
| 2     | Spanien      | 5     |
| 3     | Russland     | 4     |
| -     | Türkei       | 4     |
| 5     | Israel       | 3     |
| 6     | Italien      | 1     |

#### Sonstige Rekorde
- Die meisten Spiele:  FC Barcelona (530)
- Der höchste Heimsieg:  Montepaschi Siena –  Buducnost Podgorica 112:49 (13. Februar 2003)
- Der höchste Auswärtssieg:  Olympiakos Piräus –  Efes Pilsen 59:110 (9. Dezember 2004)
- Die meisten in einem Spiel erzielten Punkte:  Real Madrid: 130 Punkte (5. Januar 2024)
- Die wenigsten in einem Spiel erzielten Punkte: 35 Punkte,  KK Krka gegen  ZSKA Moskau (19. November 2003)
- Punktreichste Begegnung:  Real Madrid –  Efes Pilsen 130:126 (5. Januar 2024)
- Die höchste Zuschauerzahl bei einem Spiel der EuroLeague: 22.567 am 5. März 2009 bei der Begegnung  Partizan Belgrad gegen  Panathinaikos Athen
- Der höchste Saison-Zuschauerschnitt:  Panathinaikos Athen, 12.031 Zuschauer (Saison 2013/14)[1]

Stand: 10. Januar 2024

### Spieler

#### Erfolgreichste Spieler
Aufgeführt werden Spieler mit mindestens drei Titelgewinnen. Spieler im Fettdruck sind noch aktiv.
| Platz                                                                                              | Spieler | Anzahl der Titel |
| -------------------------------------------------------------------------------------------------- | --- | ---------------- |
| 1                                                                                                  | Šarūnas Jasikevičius Kyle Hines Konstantinos Sloukas | 4                |
| 3                                                                                                  | \| Pero Antić Fragiskos Alvertis David Andersen Michael Batiste Dimitrios Diamantidis Nikita Kurbanow \| Efstratios Perperoglou Matjaž Smodiš Vasilios Spanoulis Konstantinos Tsartsaris Andrei Woronzewitsch \| | 3                |
| Pero Antić Fragiskos Alvertis David Andersen Michael Batiste Dimitrios Diamantidis Nikita Kurbanow | Efstratios Perperoglou Matjaž Smodiš Vasilios Spanoulis Konstantinos Tsartsaris Andrei Woronzewitsch |                  |

#### Bestleistungen in einem Spiel
| Kategorie | Spieler                       | Anzahl | Datum                             |
| --------- | ----------------------------- | ------ | --------------------------------- |
| Assists   | Stefan Jović Facundo Campazzo | 19     | 12. November 2015 6. Februar 2020 |
| Blocks    | Stojko Vranković              | 10     | 8. Februar 2001                   |
| Punkte    | Nigel Hayes-Davis             | 50     | 29. März 2024                     |
| Rebounds  | Antonios Fotsis               | 24     | 21. März 2007                     |
| Steals    | Jeff Trepagnier               | 11     | 26. Januar 2006                   |

#### Ewige Bestenlisten
Stand: Nach dem Ende der Saison 2024/25
| Platz | Spieler                   | Einsätze |
| ----- | ------------------------- | -------- |
| 1     | Sergio Llull              | 447      |
| 2     | Konstantinos Sloukas      | 426      |
| 3     | Kyle Hines                | 425      |
| 4     | Sergio Rodriguez          | 405      |
| 5     | Konstantinos Papanikolaou | 396      |
| 6     | Paulius Jankūnas          | 392      |
| 7     | Jan Veselý                | 376      |
| 8     | Georgios Printezis        | 375      |
| 9     | Nick Calathes             | 371      |
| 10    | Bryant Dunston            | 364      |
| Platz | Spieler              | Punkte |
| ----- | -------------------- | ------ |
| 1     | Mike James           | 5.276  |
| 2     | Nando de Colo        | 4.849  |
| 3     | Vasilios Spanoulis   | 4.455  |
| 4     | Sergio Llull         | 4.216  |
| 5     | Juan Carlos Navarro  | 4.152  |
| 6     | Nikola Mirotić       | 4.068  |
| 7     | Konstantinos Sloukas | 4.053  |
| 8     | Jan Veselý           | 4.047  |
| 9     | Sergio Rodríguez     | 3.772  |
| 10    | Shane Larkin         | 3.643  |
| Platz | Spieler               | Assists |
| ----- | --------------------- | ------- |
| 1     | Nick Calathes         | 2.135   |
| 2     | Konstantinos Sloukas  | 1.887   |
| 3     | Sergio Rodríguez      | 1.874   |
| 4     | Vasilios Spanoulis    | 1.607   |
| 5     | Mike James            | 1.520   |
| 6     | Miloš Teodosić        | 1.491   |
| 7     | Sergio Llull          | 1.481   |
| 8     | Thomas Heurtel        | 1.340   |
| 9     | Dimitrios Diamantidis | 1.255   |
| 10    | Nando de Colo         | 1.204   |
| Platz | Spieler                   | Steals |
| ----- | ------------------------- | ------ |
| 1     | Nick Calathes             | 460    |
| 2     | Dimitrios Diamantidis     | 434    |
| 3     | Rudy Fernandez            | 367    |
| -     | Jan Veselý                | 367    |
| 5     | Nando de Colo             | 360    |
| 6     | Theodoros Papaloukas      | 335    |
| 7     | Mike James                | 333    |
| 8     | Konstantinos Papanikolaou | 327    |
| 9     | Pablo Prigioni            | 322    |
| 10    | Sergio Rodríguez          | 309    |
| Platz | Spieler           | Rebounds |
| ----- | ----------------- | -------- |
| 1     | Paulius Jankūnas  | 2.010    |
| 2     | Walter Tavares    | 1.877    |
| 3     | Kyle Hines        | 1.855    |
| 4     | Felipe Reyes      | 1.799    |
| 5     | Jan Veselý        | 1.780    |
| 6     | Nicolò Melli      | 1.646    |
| 7     | Ioannis Bourousis | 1.603    |
| 8     | Bryant Dunston    | 1.594    |
| 9     | Ante Tomić        | 1.545    |
| 10    | Nikola Mirotić    | 1.459    |
| Platz | Spieler              | Blocks |
| ----- | -------------------- | ------ |
| 1     | Walter Tavares       | 472    |
| 2     | Bryant Dunston       | 364    |
| 3     | Kyle Hines           | 320    |
| 4     | Georgios Papagiannis | 253    |
| 5     | Fran Vázquez         | 249    |
| 6     | Alex Tyus            | 238    |
| 7     | Tibor Pleiß          | 229    |
| 8     | Vincent Poirier      | 223    |
| 9     | Jan Veselý           | 216    |
| 10    | Ioannis Bourousis    | 194    |
| Platz | Spieler              | Index Rating |
| ----- | -------------------- | ------------ |
| 1     | Nando de Colo        | 5.473        |
| 2     | Mike James           | 5.438        |
| 3     | Jan Veselý           | 5.123        |
| 4     | Konstantinos Sloukas | 5.064        |
| 5     | Nikola Mirotić       | 4.844        |
| 6     | Shane Larkin         | 4.309        |
| 7     | Walter Tavares       | 4.301        |
| 8     | Kyle Hines           | 4.299        |
| 9     | Nick Calathes        | 4.298        |
| 10    | Vasilios Spanoulis   | 4.183        |

### Trainer
| Platz | Trainer              | Titel |
| ----- | -------------------- | ----- |
| 1     | Željko Obradović     | 5     |
| 2     | Ettore Messina       | 3     |
| –     | Ergin Ataman         | 3     |
| 4     | Pini Gershon         | 2     |
| –     | Dimitrios Itoudis    | 2     |
| –     | Pablo Laso           | 2     |
| 7     | Svetislav Pešić      | 1     |
| –     | Xavier Pascual Vives | 1     |
| –     | Dušan Ivković        | 1     |
| –     | Georgios Bartzokas   | 1     |
| –     | David Blatt          | 1     |
| –     | Chus Mateo           | 1     |

## Auszeichnungen
| Saison  | MVP der Saison        | MVP des Final Four    | Bester Verteidiger1   | Rising Star Trophy1       |
| ------- | --------------------- | --------------------- | --------------------- | ------------------------- |
| 2000/01 | Dejan Tomašević       | Manu Ginóbili         | –                     | –                         |
| 2001/02 | Mirsad Türkcan        | Dejan Bodiroga        | –                     | –                         |
| 2002/03 | Joseph Blair          | Dejan Bodiroga        | –                     | –                         |
| 2003/04 | Arvydas Sabonis       | Anthony Parker        | –                     | –                         |
| 2004/05 | Anthony Parker        | Šarūnas Jasikevičius  | Dimitrios Diamantidis | Erazem Lorbek             |
| 2005/06 | Anthony Parker        | Theodoros Papaloukas  | Dimitrios Diamantidis | Andrea Bargnani           |
| 2006/07 | Theodoros Papaloukas  | Dimitrios Diamantidis | Dimitrios Diamantidis | Rudy Fernández            |
| 2007/08 | Ramūnas Šiškauskas    | Trajan Langdon        | Dimitrios Diamantidis | Danilo Gallinari          |
| 2008/09 | Juan Carlos Navarro   | Vasilios Spanoulis    | Dimitrios Diamantidis | Novica Veličković         |
| 2009/10 | Miloš Teodosić        | Juan Carlos Navarro   | Wiktor Chrjapa        | Ricky Rubio               |
| 2010/11 | Dimitrios Diamantidis | Dimitrios Diamantidis | Dimitrios Diamantidis | Nikola Mirotić            |
| 2011/12 | Andrei Kirilenko      | Vasilios Spanoulis    | Andrei Kirilenko      | Nikola Mirotić            |
| 2012/13 | Vasilios Spanoulis    | Vasilios Spanoulis    | Stephane Lasme        | Konstantinos Papanikolaou |
| 2013/14 | Sergio Rodríguez      | Tyrese Rice           | Bryant Dunston        | Bogdan Bogdanović         |
| 2014/15 | Nemanja Bjelica       | Andrés Nocioni        | Bryant Dunston        | Bogdan Bogdanović         |
| 2015/16 | Nando de Colo         | Nando de Colo         | Kyle Hines            | Álex Abrines              |
| 2016/17 | Sergio Llull          | Ekpe Udoh             | Ádám Hanga            | Luka Dončić               |
| 2017/18 | Luka Dončić           | Luka Dončić           | Kyle Hines            | Luka Dončić               |
| 2018/19 | Jan Veselý            | Will Clyburn          | Walter Tavares        | Goga Bitadze              |
| 2020/21 | Vasilije Micić        | Vasilije Micić        | Walter Tavares        | Usman Garuba              |
| 2021/22 | Nikola Mirotić        | Vasilije Micić        | Kyle Hines            | Rokas Jokubaitis          |
| 2022/23 | Aleksandar Vezenkov   | Walter Tavares        | Walter Tavares        | Yam Madar                 |
| 2023/24 | Mike James            | Kostas Sloukas        | Thomas Walkup         | Gabriele Procida          |

| Saison  | Alphonso Ford Top Scorer Trophy1 | Alexander Gomelsky Coach of the Year1 | Club Executive of the Year1                     |
| ------- | -------------------------------- | ------------------------------------- | ----------------------------------------------- |
| 2004/05 | Charles Smith                    | Pini Gershon                          | Jose Antonio Querejeta                          |
| 2005/06 | Drew Nicholas                    | Ettore Messina                        | Sergej Kuschtschenko                            |
| 2006/07 | Igor Rakočević                   | Željko Obradović                      | Juan Manuel Rodriguez                           |
| 2007/08 | Marc Salyers                     | Ettore Messina                        | Ferdinando Minucci                              |
| 2008/09 | Igor Rakočević                   | Duško Vujošević                       | Marco Baldi                                     |
| 2009/10 | Linas Kleiza                     | Xavi Pascual                          | Przemysław Sęczkowski                           |
| 2010/11 | Igor Rakočević                   | Željko Obradović                      | Pavlos Giannakopoulos Athanasios Giannakopoulos |
| 2011/12 | Bo McCalebb                      | Dušan Ivković                         | Panagiotis Angelopoulos Georgios Angelopoulos   |
| 2012/13 | Bobby Brown                      | Georgios Bartzokas                    | Tuncay Özilhan                                  |
| 2013/14 | Keith Langford                   | David Blatt                           | Livio Proli                                     |
| 2014/15 | Taylor Rochestie                 | Pablo Laso                            | Marco Baldi                                     |
| 2015/16 | Nando de Colo                    | Dimitrios Itoudis                     | Jose Antonio Querejeta                          |
| 2016/17 | Keith Langford                   | Željko Obradović                      | Maurizio Gherardini                             |
| 2017/18 | Alexey Shved                     | Pablo Laso                            | Paulius Motiejūnas                              |
| 2018/19 | Mike James                       | Dimitrios Itoudis                     | Paulius Motiejūnas                              |
| 2020/21 | Alexey Shved                     | Ergin Ataman                          | Alper Yılmaz                                    |
| 2021/22 | Vasilije Micić                   | Georgios Bartzokas                    | Alper Yılmaz                                    |
| 2022/23 | Aleksandar Vezenkov              | Georgios Bartzokas                    | Paulius Motiejūnas                              |
| 2023/24 | Markus Howard                    | Chus Mateo                            |                                                 |

1Auszeichnung wird erst seit der Saison 2004/05 vergeben.

### MVP des Monats
| Saison  | Oktober            | November            | Dezember               | Januar               | Februar             | März                  | April               |
| ------- | ------------------ | ------------------- | ---------------------- | -------------------- | ------------------- | --------------------- | ------------------- |
| 2004/05 | –                  | Anthony Parker      | Serkan Erdoğan         | Theodoros Papaloukas | Jaka Lakovič        | Arvydas Macijauskas   | Marcus Brown        |
| 2005/06 | –                  | Kaya Peker          | Jorge Garbajosa        | Juan Carlos Navarro  | Tyus Edney          | Maceo Baston          | Trajan Langdon      |
| 2006/07 | –                  | Michael Batiste     | Luis Scola             | Lazaros Papadopoulos | Matjaž Smodiš       | Daniel Santiago       | Ramūnas Šiškauskas  |
| 2007/08 | –                  | Arvydas Macijauskas | Marcus Brown           | Terence Morris       | Bootsy Thornton     | Milt Palacio          | Ramūnas Šiškauskas  |
| 2008/09 | Ersan İlyasova     | Sani Bečirovič      | Lior Eliyahu           | Igor Rakočević       | Novica Veličković   | Erazem Lorbek         | Erazem Lorbek       |
| 2009/10 | Bojan Popović      | Pete Mickeal        | Aleks Marić            | Miloš Teodosić       | Alan Anderson       | Wiktor Chrjapa        | Juan Carlos Navarro |
| 2010/11 | Goran Jagodnik     | Chuck Eidson        | Dimitrios Diamantidis  | Juan Carlos Navarro  | Radoslav Nesterovič | Jeremy Pargo          | –                   |
| 2011/12 | Andrei Kirilenko   | Nenad Krstić        | Nikola Mirotić         | Henry Domercant      | Vasilios Spanoulis  | Dimitrios Diamantidis | –                   |
| 2012/13 | Sonny Weems        | Vasilios Spanoulis  | Maciej Lampe           | Bobby Brown          | Ante Tomić          | Devin Smith           | Sergio Llull        |
| 2013/14 | Nikola Mirotić     | Derrick Brown       | Efstratios Perperoglou | Nenad Krstić         | Ante Tomić          | Ante Tomić            | Alex Tyus           |
| 2014/15 | Vasilios Spanoulis | Dario Šarić         | Devin Smith            | Nando de Colo        | Rudy Fernández      | Nemanja Bjelica       | Giorgios Printezis  |
| 2015/16 | Malcolm Delaney    | Nicolò Melli        | Gustavo Ayón           | Jan Veselý           | Nando de Colo       | Ioannis Bourousis     | Ekpe Udoh           |
| 2016/17 | Miloš Teodosić     | Sergio Llull        | Nicolò Melli           | Ognjen Kuzmić        | Thomas Heurtel      | Chris Singleton       | Bogdan Bogdanović   |
| 2017/18 | Luka Dončić        | Nick Calathes       | Paulius Jankūnas       | Nando de Colo        | Alexey Shved        | Tornike Schengelia    | Brandon Davies      |
| 2018/19 | Walter Tavares     | Vasilije Micić      | Jan Veselý             | Alex Tyus            | Mike James          | Nick Calathes         | Facundo Campazzo    |
| 2019/20 | Sergio Rodríguez   | Shane Larkin        | Nikola Mirotić         | Shane Larkin         | Nikola Mirotić      |                       |                     |
| 2020/21 | Marius Grigonis    | Mike James          | Nikola Milutinov       | Jan Veselý           | Nikola Kalinić      | Nikola Mirotić        | Will Clyburn        |
| 2021/22 | Nikola Mirotić     | Walter Tavares      | Nikola Mirotić         | Guerschon Yabusele   | Aleksandar Vezenkov | Mike James            | Shane Larkin        |
| 2022/23 | Mike James         | Aleksandar Vezenkov | Luca Vildoza           | Augustine Rubit      | Aleksandar Vezenkov | Wade Baldwin          | Walter Tavares      |
| 2023/24 | Tornike Schengelia | Facundo Campazzo    | Mario Hezonja          | Džanan Musa          | Mike James          | Wade Baldwin          | Kendrick Nunn       |

### All EuroLeague Teams
| Saison  | 1                     | 2                   | 3                     | 4                  | 5                      |
| ------- | --------------------- | ------------------- | --------------------- | ------------------ | ---------------------- |
| 2000/01 | Louis Bullock         | Alphonso Ford       | Derek Hamilton        | Gregor Fučka       | Dejan Tomašević        |
| 2001/02 | Tyus Edney            | Marko Jarić         | Manu Ginóbili         | Dejan Bodiroga     | Dejan Tomašević        |
| 2002/03 | Tyus Edney            | Alphonso Ford       | Dejan Bodiroga        | Jorge Garbajosa    | Victor Alexander       |
| 2003/04 | Šarūnas Jasikevičius  | Marcus Brown        | Dejan Bodiroga        | Mirsad Türkcan     | Arvydas Sabonis        |
| 2004/05 | Šarūnas Jasikevičius  | Arvydas Macijauskas | Anthony Parker        | David Andersen     | Nikola Vujčić          |
| 2005/06 | Theodoros Papaloukas  | Juan Carlos Navarro | Anthony Parker        | Luis Scola         | Nikola Vujčić          |
| 2006/07 | Dimitrios Diamantidis | Juan Carlos Navarro | Trajan Langdon        | Luis Scola         | Nikola Vujčić          |
| 2007/08 | Terrell McIntyre      | Trajan Langdon      | Ramūnas Šiškauskas    | Terence Morris     | Tiago Splitter         |
| 2008/09 | Terrell McIntyre      | Juan Carlos Navarro | Igor Rakočević        | Ioannis Bourousis  | Nikola Peković         |
| 2009/10 | Miloš Teodosić        | Juan Carlos Navarro | Linas Kleiza          | Wiktor Chrjapa     | Aleks Marić            |
| 2010/11 | Dimitrios Diamantidis | Juan Carlos Navarro | Fernando San Emeterio | Michael Batiste    | Sofoklis Schortsanitis |
| 2011/12 | Dimitrios Diamantidis | Vasilios Spanoulis  | Andrei Kirilenko      | Erazem Lorbek      | Nenad Krstić           |
| 2012/13 | Dimitrios Diamantidis | Vasilios Spanoulis  | Rudy Fernández        | Nenad Krstić       | Ante Tomić             |
| 2013/14 | Sergio Rodríguez      | Keith Langford      | Rudy Fernández        | Sonny Weems        | Ante Tomić             |
| 2014/15 | Miloš Teodosić        | Vasilios Spanoulis  | Nemanja Bjelica       | Felipe Reyes       | Boban Marjanović       |
| 2015/16 | Miloš Teodosić        | Malcolm Delaney     | Nando de Colo         | Jan Veselý         | Ioannis Bourousis      |
| 2016/17 | Sergio Llull          | Nando de Colo       | Bogdan Bogdanović     | Georgios Printezis | Ekpe Udoh              |
| 2017/18 | Nick Calathes         | Nando de Colo       | Luka Dončić           | Jan Veselý         | Tornike Schengelia     |
| 2018/19 | Nick Calathes         | Kostas Sloukas      | Will Clyburn          | Jan Veselý         | Brandon Davies         |
| 2020/21 | Vasilije Micić        | Kevin Pangos        | Vladimir Lučić        | Nikola Mirotić     | Walter Tavares         |
| 2021/22 | Shane Larkin          | Mike James          | Aleksandar Vezenkov   | Nikola Mirotić     | Walter Tavares         |
| 2022/23 | Lorenzo Brown         | Džanan Musa         | Aleksandar Vezenkov   | Mathias Lessort    | Walter Tavares         |
| 2023/24 | Facundo Campazzo      | Mike James          | Kendrick Nunn         | Nigel Hayes-Davis  | Mathias Lessort        |

| Saison  | 1                    | 2                   | 3                   | 4                  | 5                    |
| ------- | -------------------- | ------------------- | ------------------- | ------------------ | -------------------- |
| 2000/01 | Jameil Rich          | Panagiotis Liadelis | Ioannis Giannoulis  | Pau Gasol          | Rashard Griffith     |
| 2001/02 | Ariel McDonald       | Alphonso Ford       | Mirsad Türkcan      | Marcelo Nicola     | Joseph Blair         |
| 2002/03 | Miloš Vujanić        | Marcus Brown        | Andrés Nocioni      | Mirsad Türkcan     | Nikola Vujčić        |
| 2003/04 | Miloš Vujanić        | Lynn Greer          | David Vanterpool    | Andrés Nocioni     | Nikola Vujčić        |
| 2004/05 | Jaka Lakovič         | Marcus Brown        | Charles Smith       | Luis Scola         | Tanoka Beard         |
| 2005/06 | Pablo Prigioni       | Vasilios Spanoulis  | Trajan Langdon      | Jorge Garbajosa    | Darjuš Lavrinovič    |
| 2006/07 | Pablo Prigioni       | Igor Rakočević      | Ramūnas Šiškauskas  | Matjaž Smodiš      | Lazaros Papadopoulos |
| 2007/08 | Theodoros Papaloukas | Bootsy Thornton     | Yotam Halperin      | Kšyštof Lavrinovič | Nikola Peković       |
| 2008/09 | Theodoros Papaloukas | Vasilios Spanoulis  | Ramūnas Šiškauskas  | Erazem Lorbek      | Tiago Splitter       |
| 2009/10 | Bo McCalebb          | Josh Childress      | Ramūnas Šiškauskas  | Erazem Lorbek      | Tiago Splitter       |
| 2010/11 | Jeremy Pargo         | Sergio Llull        | Vasilios Spanoulis  | Duško Savanović    | Kšyštof Lavrinovič   |
| 2011/12 | Miloš Teodosić       | Bo McCalebb         | Juan Carlos Navarro | Henry Domercant    | Michael Batiste      |
| 2012/13 | Miloš Teodosić       | Juan Carlos Navarro | Wiktor Chrjapa      | Nikola Mirotić     | Shawn James          |
| 2013/14 | Ricky Hickman        | Vasilios Spanoulis  | Wiktor Chrjapa      | Nikola Mirotić     | Stephane Lasme       |
| 2014/15 | Nando de Colo        | Andrew Goudelock    | Devin Smith         | Rudy Fernández     | Ante Tomić           |
| 2015/16 | Luigi Datome         | Gustavo Ayón        | Quincy Miller       | Anthony Randolph   | Ekpe Udoh            |
| 2016/17 | Miloš Teodosić       | Brad Wanamaker      | Nicolò Melli        | Bryant Dunston     | Gustavo Ayón         |
| 2017/18 | Sergio Rodríguez     | Kevin Pangos        | Vassilis Spanoulis  | Alexey Shved       | Paulius Jankūnas     |
| 2018/19 | Vasilije Micić       | Mike James          | Nando de Colo       | Vincent Poirier    | Walter Tavares       |
| 2020/21 | Shane Larkin         | Nando de Colo       | Shavon Shields      | Will Clyburn       | Brandon Davies       |
| 2021/22 | Kostas Sloukas       | Vasilije Micić      | Shavon Shields      | Vladimir Lučić     | Georgios Papagiannis |
| 2022/23 | Wade Baldwin         | Mike James          | Darius Thompson     | Nikola Mirotić     | Kevin Punter         |
| 2023/24 | Lorenzo Brown        | Kostas Sloukas      | Wade Baldwin        | Mario Hezonja      | Edy Tavares          |